# جون إل. بيك
جون إل. بيك هو سياسي كندي، ولد في 6 يوليو 1857 في كندا، وتوفي في 14 يناير 1927 في مونكتون في كندا. حزبياً، نشط في الحزب التقدمي المحافظ في نيو برونزويك ‏. وقد انتخب عضو الجمعية التشريعية لنيو برونزويك ‏.